# Toirdhelbach mac Diarmata Ua Briain
Toirdhelbach mac Diarmata Ua Briain (mort le 7 novembre 1167) d'abord Leth rí Tuadmuman en 1118 puis 46e roi de Munsteren 1142  jusqu'à sa déposition en 1152 puis de 1153 à 1167.

## Origine
Toirdhelbach mac Diarmata Ua Briain est le fils de Diarmait Ua Briain un des trois fils de l’Ard ri Erenn Toirdhealbhach mac Taidgh Ua Briain; Sa mère est Mór, fille de Ruaidri na Saide Buide Ua Conchobair.

## Un règne chaotique
Après la mort de son père à Cork en 1118 le Munster est envahi par l’Ard ri Erenn Toirdelbach Ua Conchobair ce dernier afin d’affaiblir définitivement la puissance de la famille O'Brien impose d’instaurer un partage du Munster. Il en attribue le Nord le Thomond conjointement au vieux Muircheartach Ua Briain qui meurt d’ailleurs l’année suivante et aux trois fils de son frère Diarmait et le sud sous le nom de Desmond aux membres de la famille Mac Carthy, issue des Eóganachta. 
Bien que Toirdhelbach mac Diarmata se considère toujours somme roi de Munster il n’en contrôle plus réellement qu’une partie. Après la mort de leur oncle les frères réussissent à exclure définitivement de la royauté leur cousin Domnall mac Muircheartaich, mort en 1135 sous l’habit religieux, pendant que leur cousin Brian mac Murchada Ua Briain, autre prétendant est tué par Tadg mac Muiredaig meic Cárthaig.
Toutefois si Toirdhelbach mac Diarmata règne conjointement avec son frère aîné Conchobar mac Diarmata Ua Briain jusqu’à la mort de ce dernier en 1142, ils doivent accepter en 1122 d’associer au trône leur frère Tadg Glae mac Diarmata Ua Briain ce dernier est déposé dès l’année suivante. 
Après la mort de Conchobar mac Diarmata Ua Briain Toirdhelbach mac Diarmata doit faire face aux nouvelles revendications de Tadg Glae mac Diarmata Ua Briain appuyé par Toirdelbach Ua Conchobair qui réclame un partage du royaume. Les deux frères s’affrontent d’abord à Cluan-na-Catha près d’Ardfinan comté de Tipperary puis l’année suivante lors à la suite bataille de Barrymore dans le comté de Cork. Tadg Glae après l’avoir déposé en 1152 est tué en 1154. Toirdhelbach mac Diarmata qui a du accepter l’aide de Muirchertach MacLochlainn doit se soumettre à ce dernier et il conserve le pouvoir jusqu’à sa propre mort en 1167 non sans avoir fait aveugler en 1158 Conchobar et Muirchertach le fils et le petit-fils de Domnall mac Muircheartaich.
Ces fils lui succèdent à sa mort mais entrent immédiatement dans un conflit inexpiable entre eux et avec leur divers cousins.

## Postérité
Toirddlebach contracte deux union : 
1. Sadhbh, fille de Mac Carthy Mor, sans postérité
2. Ragnailt fille de O' Fogarty seigneur d’Ely Deisceart dans le comté de Tipperary dont  [4]

- Muircheartach mac Toirdhealbhach Ua Briain, roi de Munster (1167-1168) tué à l’instigation de son cousin Conchobar mac Muirchertach Ua Briain (?-1168) ;
- Brian de Slieve Bloom aveuglé par son frère Domnall Mor en 1168[5]
- Domnall Mor O'Brien dernier roi de Munster ;
- Tadhg, mort en 1144 lors d'une épidémie [6]
- Constantin Saidh évêque de Killaloe vers 1179 (?-1194)
- Mathagaim, aveuglé en 1175 par son frère Domnall Mor [7]
- Diarmait Finn, aveuglé en 1185 par son frère Domnall Mor [8]
- Domnall, mort en 1176;

## Sources
- (en) T.W. Moody F.X. Martin F.J. Byrne A new history of Ireland Tome IX "Maps, Genealogies, Lists a companion to irish history . Part II Oxford University Press réédition 2011  (ISBN 9780199593064).